# Amblesthidopsis areolata
Amblesthidopsis areolata là một loài bọ cánh cứng trong họ Cerambycidae.